# Final Four
Le terme final four est un anglicisme qui se traduit par carré final, dernier carré ou finale à quatre. Très utilisé dans les compétitions de basket-ball ou de volley-ball, ou plus récemment en handball, il consiste à réunir les quatre demi-finalistes dans un même lieu pour jouer la fin de l'épreuve sur un week-end seulement.
Le final four n'est pas une poule finale où les quatre équipes se rencontreraient toutes lors de trois journées (six matchs en tout), il comprend uniquement des matchs à élimination directe : deux demi-finales, un match pour la troisième place et une finale (quatre matchs en tout).
L'un des exemples les plus connus est le Final Four basket-ball NCAA (dans le NCAA les différentes phases s'appellent, pour la ressemblance phonétique Sweet Sixteen, Elite Eight, Final Four). Celui-ci est l'un des événements les plus importants du monde sportif américain, dépassé en notoriété et popularité uniquement par le Super Bowl.
En basket, on retrouve ce système pour les finales de l'Euroligue masculine et féminine. Il est également utilisé dans d'autres compétitions européennes : Ligue des champions de handball (hommes et femmes), Ligue des champions féminine de volley-ball et Ligue des champions masculine de volley-ball.
Le championnat de France de hockey sur glace de division 3 utilise également ce procédé.
En football, cette formule de finale à quatre a été utilisée pour la phase finale du championnat d'Europe des Nations de 1960 à 1976 et l'est à nouveau pour la Ligue des nations. Une formule de finale à huit a exceptionnellement été utilisée en 2020 pour la Ligue des champions en raison de la crise du Covid-19.